# ALARM

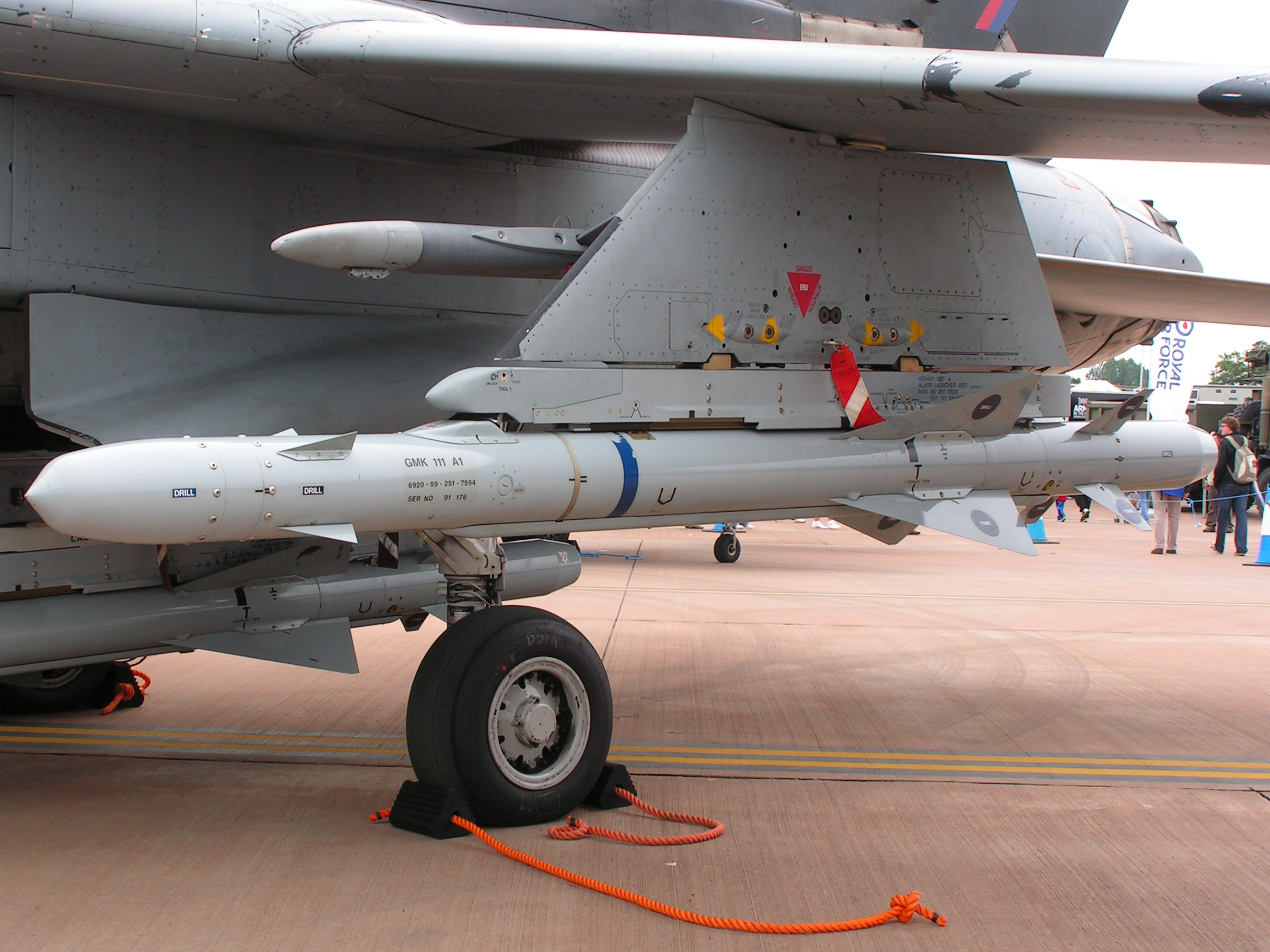
RAF 토네이도 GR4의 날개 아래에 있는 ALARM

ALARM(Air Launched Anti-Radiation Missile, 알람), 공중 발사 대레이더 미사일은 주로 방공망 제압(SEAD)을 위해 적 레이더를 파괴하도록 설계된 영국의 대레이더 미사일이다. 영국 왕립 공군(RAF)에서 사용했으며 지금도 사우디 왕립 공군에서 사용하고 있다. 이 무기는 2013년 말 영국에서 폐기되었다.

## 사양
- 주요 기능: 적 대공 방어 제압
- 계약자: MBDA
- 발전소: Bayern Chemie 2단 고체 추진 로켓 모터
- 길이: 4.24m
- 직경: 23cm
- 날개 길이: 73cm
- 발사 무게: 268kg
- 속도: 2455km/h(초음속)
- 탄두: 근접 융합 고폭탄
- 범위: 93km
- 퓨즈: 레이저 근접
- 유도 시스템: 사전 프로그래밍된/수동 레이더 시커
- 단가: 미공개
- 배치 날짜: 1990

## 같이 보기
- AGM-78 스탠더드 ARM
- AGM-45
- Kh-31
- Kh-58
- PL-12
- YJ-91